# Trichomerium coffeicola
Trichomerium coffeicola är en svampart som först beskrevs av Puttemans, och fick sitt nu gällande namn av Speg. 1918. Trichomerium coffeicola ingår i släktet Trichomerium och familjen Capnodiaceae.   Inga underarter finns listade i Catalogue of Life.